# Mundo extraño
 Mundo extraño, también titulada como Die Göttin vom Rio Beni es una película en blanco y negro coproducción de Argentina, Brasil y Alemania dirigida por Francisco Eichhorn sobre el guion de Pedro E. Anders que se estrenó el 10 de mayo de 1950 y que tuvo como protagonistas a Angelika Hauff, Carlos Alexandre, Amalia Sánchez Ariño y Lalo Maura.El filme contó con la colaboración de Juliana Yanakiewa en la coreografía.

## Sinopsis
Un joven viaja a la selva de Amazonas para rescatar a su padre y a una joven perdidos años atrás en una expedición científica.

## Reparto
- Angelika Hauff
- Carlos Alexandre
- Amalia Sánchez Ariño
- Lalo Maura
- José Ruzzo
- Kumatzaikuma
- Nicolai Jartulari
- Juan Pecci
- Carmen Brown
- América Cabral
- Grijö Sobrinho
- Jesús Ruas
- Antonio De Cursati
- W. Hardt

## Comentario
Manrupe y Portela opinan:

”Extrañísima película de aventuras, atípica en su tema y realización. Un pequeño clásicode la clase “B” que de verse más sería objeto de culto.”